# Camino Agrícola (estación)
Camino Agrícola es una estación ferroviaria que forma parte de la red del Metro de Santiago de Chile. Se encuentra por viaducto entre las estaciones Carlos Valdovinos y San Joaquín de la línea 5. La estación se ubica sobre la avenida Vicuña Mackenna, entre las comunas de San Joaquín y Macul.
Durante el 18 de octubre de 2019, y en el marco de las protestas desarrolladas por el alza de la tarifa del metro, ocurrieron en la estación actos de evasión masiva, en donde parte de sus validadores para la tarjeta bip! fueron destruidos. A su vez, parte de su cierre perimetral fue usado como barricada. Por lo mismo, la estación estuvo fuera de servicio entre el 19 de octubre y el 28 del mismo mes.

## Características y entorno
Ostenta un flujo de pasajeros que ha ido paulatinamente en aumento, debido a la inauguración de la Sede Santiago Sur de Inacap. En avenida Vicuña Mackenna, va paralela debajo del viaducto y no posee un paso peatonal que aproxime a la gente a una de las veredas. Además, la zona donde se encuentra la estación es un sector de transición de industrial a residencial, y el afluente es muy poco. 
En el entorno inmediato de la estación, se encuentra la Sede Santiago Sur de Inacap que fue inaugurado a principios del año 2007, la sede central de la heladera Savory, el campo deportivo de la Universidad de Las Américas y desde principios del 2009, el Campus Santiago San Joaquín de la Universidad Técnica Federico Santa María, emplazado en los terrenos antes ocupados por la desaparecida juguetería Otto Kraus.
Desde el 27 de febrero de 2023 en el horario de la Operación expresa la estación Camino Agrícola pasó de ser Ruta Verde a Ruta Roja.

### Accesos
| Acceso | Intersección                                            |
| ------ | ------------------------------------------------------- |
| A      | Av. Vicuña Mackenna con Av. Escuela Agrícola y El Pinar |

## Origen etimológico
Su nombre se debe a que la estación se ubica sobre la intersección de avenida Vicuña Mackenna con la calle Escuela Agrícola.
La estación era representada anteriormente por una rueda de carreta, haciendo referencia al significado rural que tiene el nombre de una de las calles que cruza por la estación.

## Galería

Antiguo símbolo con que se identificó a la estación.
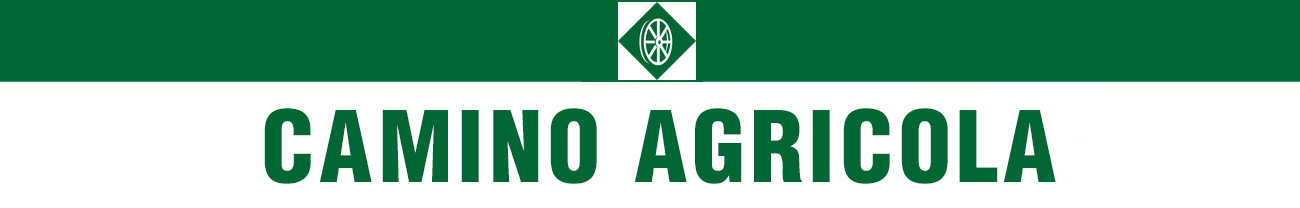
Cenefa utilizada en 1997.
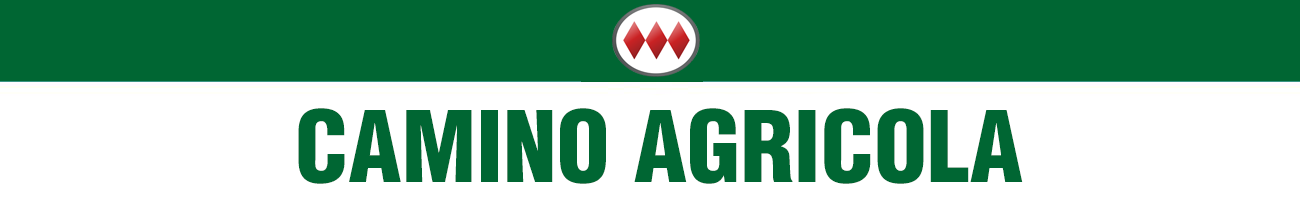
Cenefa utilizada en los andenes.

## Conexión con Red Metropolitana de Movilidad
La estación posee 4 paraderos de la Red Metropolitana de Movilidad en sus alrededores, los cuales corresponden a:
| Paradero/ Código                          | Recorridos |
| ----------------------------------------- | --- |
| Parada 1 / Metro Camino Agrícola (PH212)  | 210 (Puente Alto) - 210v (Av. México) - 213e (Puente Alto) - H02 (Metro Lo Vial) - H05 (Población Dávila) - H09 (Población Dávila) - F30n (Bajos de Mena)                                                                 |
| Parada 2 / Metro Camino Agrícola (PD198)  | 210 (Estación Central) - 210v (Estación Central) - 213e (Plaza Italia) - D10 (Metro Carlos Valdovinos) - H02 (Metro Carlos Valdovinos) - H05 (Metro Carlos Valdovinos) - H09 (Metro Carlos Valdovinos) - F30n (La Moneda) |
| Parada 3 / Metro Camino Agrícola (PD1387) | D07 (Diagonal Las Torres) - D10 (Diagonal Las Torres) - D14 (Metro Quilín) |
| Parada 4 / Metro Camino Agrícola (PD1185) | D10 (Metro Carlos Valdovinos) - D14 (Metro Pedrero) |